# Secologanin
Secologanin ist ein Glucosid und ein Secoiridoid, dem in der Biosynthese vieler Alkaloide eine zentrale Rolle zukommt. Dieses Monoterpenglykosid ist ein Schlüsselbaustein in der Synthese der meisten Indolalkaloide, weiters der China-Alkaloide, Ipecacuanha-Alkaloide und Pyrrolochinolinalkaloide, ferner einfacher Monoterpenalkaloide. Nahezu ein Viertel aller in lebenden Organismen gebildeten Alkaloide werden aus ihm aufgebaut.

## Biosynthese

Oxidation von Loganin (links) zu Secologanin unter Verbrauch von NADPH. Die Nummerierung der Kohlenstoffatome ist farblich hervorgehoben.

Die Biosynthese Secologanin beginnt ursprünglich bei Geraniol über mehrere Zwischenschritte. Secologanin selbst wird dann entweder aus dem Iridoid Loganin gebildet, oder z. B. aus Loganat. Hierfür wird der Cyclopentanring des Loganin zwischen dem C7- und C8-Atom oxidativ gespalten. Diese Reaktion katalysiert eine Secologanin-Synthase (EC 1.3.3.9), ein Cytochrom P450-Enzym, wofür NADPH und Sauerstoff benötigt werden.
Bei Catharanthus roseus (rosafarbene Catharanthe) wird Secologanin aus Loganat, dem Anion der Logansäure, synthetisiert. Dies katalysiert eine Methyltransferase (EC 2.1.1.50), bei der Reaktion wird S-Adenosylmethionin (SAM) verbraucht.
Secologanin kann – katalysiert durch Strictosidin-Synthase – weiter zu Strictosidin reagieren.